# Ясинский, Сергей Витальевич
Сергей Витальевич Ясинский (род. 3 мая 1985 года в Борисове, Минской области) — белорусский спортсмен, чемпион мира по гиревому спорту (IGSF), (WKSF) мастер спорта Республики Беларусь международного класса по гиревому спорту. Представляет БФСО «Динамо».

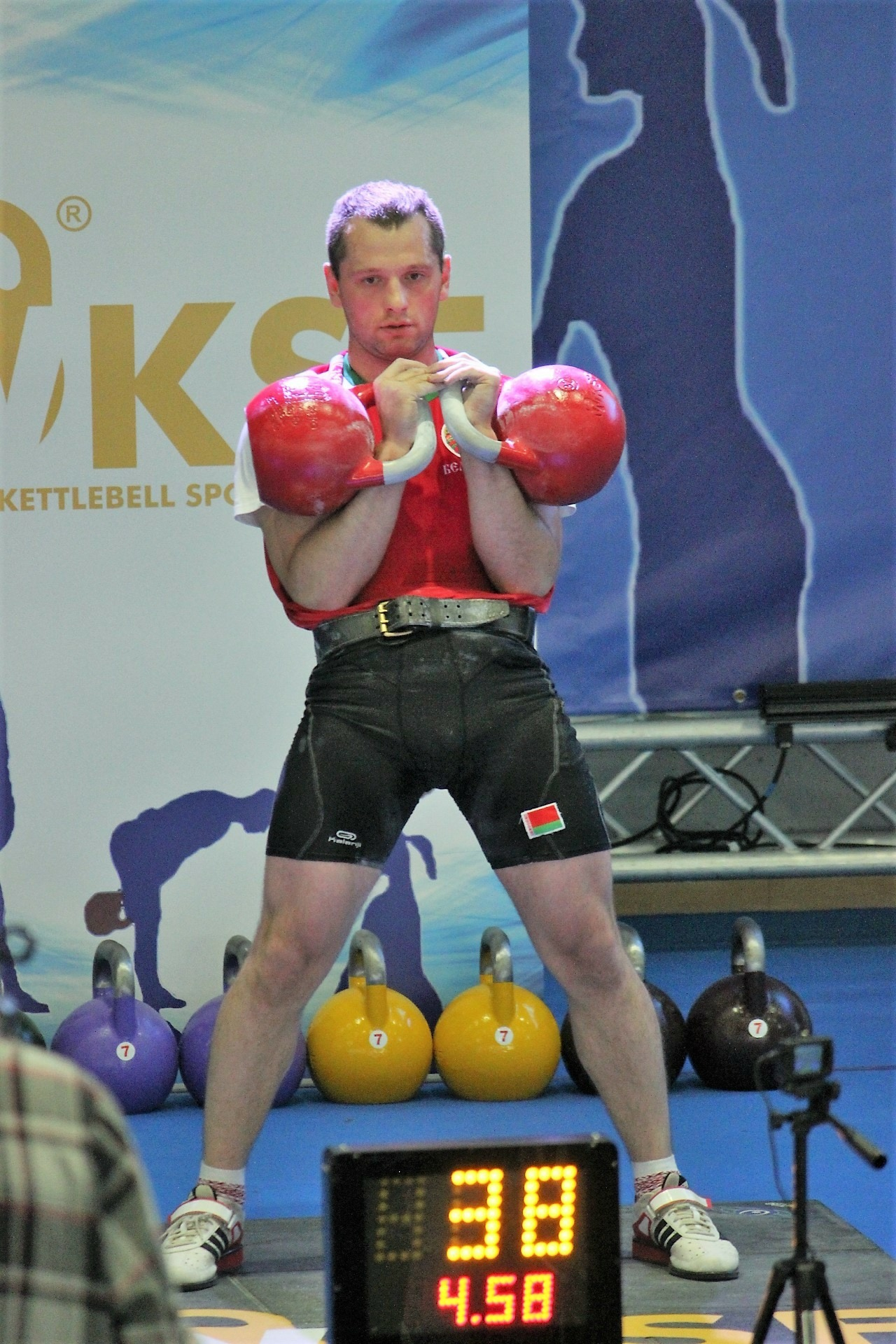
Чемпионат мира 2018 г., Италия

 
| 

## Биография
Родился в 1985 году в Борисове. Спортом начал заниматься в 1997 году в СДЮШОР г. Борисова в секции греко-римской борьбы, первый тренер — Тимофеев Александр. До 2002 года обучался в средней школе № 9 г. Борисова. В 2007 году окончил Академию МВД Республики Беларусь. Гиревым спортом начал заниматься в 2012 году под руководством Карповича С. С. и Фролова В. С.
Впервые норматив мастера спорта Республики Беларусь по гиревому спорту . выполнил на Чемпионате РБ в г. Молодечно в 2014 году.
16 ноября 2016 г. приказом Министерства спорта Республики Беларусь № 499 Ясинскому присвоено спортивное звание «Мастер спорта Республики Беларусь международного класса».
По версии сайта GIREVIK.BY по итогам выступлений в течение трёх лет подряд Ясинский С. В. признавался лучшим спортсменом по гиревому спорту Республики Беларусь в номинации «Спортсмен года 2017», «Спортсмен года 2018» и «Спортсмен года 2019».
Установил рекорд в толчке гирь по длинному циклу в весовой категории 80 кг на чемпионате мира в г. Дублин, Ирландия в 2019 году (72 подъема).
Имеет спортивный разряд «кандидат в мастера спорта» по служебно-прикладному виду спорта — самозащита.

## Достижения
- Бронзовый призёр чемпионата мира по гиревому спорту 2015 года в толчке гирь по длинному циклу в г. Печь, Венгрия;
- Серебряный призёр чемпионата мира по гиревому спорту 2018 года в двоеборье в г. Милан, Италия (WKSF);
- Трехкратный чемпион мира по гиревому спорту 2016, 2017, 2019 гг. в двоеборье в г. Турин, Италия (IGSF), г. Лутраки, Греция (IGSF), г. Дублин, Ирландия (WKSF);
- Четырехкратный чемпион мира по гиревому спорту 2016, 2017, 2018, 2019 гг. в толчке гирь по длинному циклу в г. Турин, Италия(IGSF), г. Лутраки, Греция (IGSF), г. Милан, Италия (WKSF), г. Дублин, Ирландия (WKSF)
- Серебряный призер I Фестиваля национальных видов спорта и игр государств-участников СНГ — 2017(г. Ульяновск).
- Трехкратный чемпион Республики Беларусь по гиревому спорту в двоеборье 2017, 2018, 2019 гг.
- Шестикратный чемпион Республики Беларусь в толчке гирь по длинному циклу 2016, 2017, 2018, 2019, 2020, 2021 гг.
- Четырехкратный победитель Кубка Республики Беларусь по гиревому спорту 2014, 2017, 2018, 2019 гг.

Лучшие результаты (гири 32 кг):
- 81 подъем по длинному циклу (2019 год, Чемпионат РБ, г. Житковичи),
- в двоеборье:
- 110 толчок (2018 год, Кубок РБ, г. Мозырь),
- 171 рывок(2019 год, Кубок г. Минска),
- сумма 193,5 очка (2018 год, Кубок РБ, г. Мозырь).